# Hilzingen
Hilzingen es un municipio alemán en el distrito de Constanza, Baden-Wurtemberg. Barrios son Binningen, Duchtlingen, Riedheim, Schlatt del Randen y Weiterdingen.

## Geografía
Está ubicado en el sur de la Hegovia.

## Historia
De objetos hallados en tumbas del siglo IV y la forma del topónimo se concluye que es uno de los asentamientos alemánicos más antiguos de la Hegovia.

## Puntos de interés
- Parque del palacio de Hilzingen[3]
- Museo en el parque del palacio de Hilzingen[4]
- Capilla del Santo Sepulcro en Weiterdingen, capilla de peregrinación construida en 1694[5]